# Epiperipatus isthmicola
Epiperipatus isthmicola är en klomaskart som först beskrevs av Eugène Louis Bouvier 1902.  Epiperipatus isthmicola ingår i släktet Epiperipatus och familjen Peripatidae. Inga underarter finns listade i Catalogue of Life.